# Філістимська мова
Філістимська мова — мова народу філістимлян. Відома за фрагментарними свідоцтвами — глосами у Старому Завіті та поодинокими короткими текстами. Вже у IX–VIII ст. більша частина філістимлян змішалася з семітами та виробила особливу філістимську семітську мову, відому також як екронська мова ханаанської підпідгрупи північно-західної семітської підгрупи.

## Тексти «лінійним письмом»
Наведені нижче тексти віднесені кількома дослідниками до пам'яток кіпро-мінойського письма, але не включаються до корпусу пам'яток цього письма, оскільки така точка зору не є загальною. Інші класифікують написи як «лінійне письмо (можливо) егейського походження».
- Афек: табличка з текстом із кількох рядків[4].
- Ашкелон: уламок кераміки з написом фарбою з 9 знаків[5].
- Ашдод: глиняні філістимські печатки з текстами з 5-6 знаків[6][7][8][9]. Читання знаків наведено згідно з Дж. М. Факкетті та не є загальноприйнятим[10].
  - Текст 1: du-re?-()-te-ja
  - Текст 2: ja?-()-ro-ba + окрема силабограма е
- Тель-Касіле: напис на амфорі (читання Дж. Факкетті): ti?-jo 1[10].
- кілька уламків мікенської кераміки з поодинокими знаками, що нагадують кіпро-мінойське письмо (можливо, особисті мітки гончарів)[11].

Спеціалісти з кіпро-мінойської мови (Сільвія Феррара, Філіппа Стіл) висловили сумнів в тому, що написи є кіпро-мінойськими на підставі особливостей нарису знаків, що відрізняють їх від написів Кіпру. Б. Девис ідентифікував частину знаків інакше, ніж Факкетті. Невелика кількість та надмірна короткість написів не дозволяють судити, якою саме мовою вони виконані.

## Тексти семітськими писемностями
Філістимляни запозичили писемність у своїх сусідів-ханаанеян семітського походження.
Як «філістимські» відносно довгі тексти семітським письмом було ідентифіковано остракон з Ізбет-Царта (fr:Izbet-Sartah), два остракони та печатку з Телль-Джемме (Тель-Гамма, Tell Jemmeh).
Текст із Избет-Царта (5 рядків, IX ст. до н. е.), за деякими оцінками, виконаний так званим ханаанейським письмом, що було предком для фінікійського. Текст неможливо інтерпретувати, за винятком останнього рядка (алфавітний перелік, що збігається з порядком букв фінікійського письма):
1. 'bsdh't 'o
2. ktnoqh'tb'z[]toltt
3. y qsqq
4. oygbnhp'tbhdzqloto'ob'hbrobs
5. 'bgdhwzhtyklmnsopsqršt

Перший остракон із Телль-Джемме (VII ст. до н. э.) являє собою перелік імен. На думку Аарона Кемпінскі, кожний рядок означає «А, (син) В-а», при цьому друге ім'я закінчується показником -š, який він порівнює з генитивом індоєвропейських мов. Імена інтерпретуються більшою частиною як семітські (з яких частина має вказаний несемітський афікс), але біля третини імен не є семітськими, хоча, можливо мають паралелі серед анатолійських або кіпрських (останні засвідчені в ассирійських текстах). Дж. М. Факкетті, в свою чергу, також вважав цей показник генитивом, але етруським.
1. lhrš . bnkš
2. wnnt . 'dnš
3. šlm . 'nš
4. bolšm' . šgš
5. rk' . šm'š
6. bol' . hmš
7. ntn . ppš
8. tb . šl[

Другий остракон (VII ст. до н. э.) очевидно, являє собою також перелік імен з цифрами на кінці кожного рядку. В тексті неодноразово зустрічається морфологічний показник -yh (можливо, відповідає кінцевому -ja з текстів линійним письмом), а також, імовірно, вже згаданий показник генитива імен -š.
1. []h klytbš[]
2. [] ksryh 2[]
3. []y brzyh 20[]
4. []rvš 3Z []
5. [] 1Z

Тут Z — знак в формі зигзагу (можливо, чисельник).
Можливо, до філістимських також можна віднести кілька остраконів з виключно короткими написами в 1-2 знаки з Ашдода, Тель-Касіле, Ацора, Телль-ель-Фара та ін. Дж. Наве налічує загалом 14 філістимських написів фінікийським або арамейським письмом.

## Лексика

### Особові імена
Філістимляни в Біблії та інших древніх текстах (ассирійські, лувійські) мають як семітські імена, так і імена незрозумілого походження.
- Ахіш (Анхус, ассір. i-ka-u-su) — правитель Гефа, покровитель Давида. Це ім'я порівнюють з малоазійським іменем Анхіз.
- Голіаф має аналоги в анатолійських мовах — карийське Уліат[15] та лідійське Адіатт/Аліатт[16][17]. Відома також елінізована форма анатолійського імені — Калліад.
- Даліла — дружина Самсона, що зрадила його
- Мітінті — ім'я двох правителів, в Ашдоді та Ашкелоні — згадуються як в фінікійських, так і в ассирійських текстах[18].
- Тайта, правитель сирійських філістимлян (царство Палістин в долині Амук) і його дружина Купапіяс мають характерні анатолійські імена.

### імена богів
- Дагон
- Піфогея (умовно, передається як ptgy) — ім'я богині з присвячувального напису в Екроні[19][20]. Той же самий напис містить генеалогію філістимських царів з їхніми іменами.

### Топоніми
- Секелаг — місто, збудоване філістимлянами (1-ша книга царств, 4:30).

### Інші глоси
У Біблії засвідчено кілька філістимських глос, у тому числі:
- Титул seren (ватажок філістимлян) в сучасному івриті набув нове значення «капітан» (військове звання ЦАХАЛ); кілька дослідників, у тому числі Р. Д. Барнетт[21] вважав слово пов'язаним з неохеттським sarawanas/tarawanas[22] або дав.-гр. τύραννος (тиран — яке, в свою чергу, було західноанатолійським запозиченням; першим відомим носієм цього титулу був лідієць Гіг).[23][24][25][26][27][28][29]. Томас Шнайдер, навпаки, ототожнював термін seren з лемноським словом seronai, яке він інтерпретував як титул[30].
- kōbá, «шолом» — назва мідного шолому Голіафа.[31] — Едвард Сепір вважав, що слово має індоєвропейську етимологію[32].
- 'argáz — посудина, що згадується у 1-й Книзі Самуїла, 6 і ніде більше в Біблії,[33] — на думку Е. Сепіра, «очевидно не семітське слово».
- титул padî.[34]

## Філістимська семітська мова
Дослідникам відомо кілька написів з території філістимського П'ятиграддя, виконаних на особливому діалекті ханаанейської мови, одним з нащадків якої є також сучасний іврит.
Текст остракону із Ашкелону:
1. ]m‘br . sû . tsû[
2. ]k?w . ysû n? . l[
3. ]‘ [.] br [.] s\pn?[